# 케리 그랜트
아치볼드 알렉산더 리치(영어: Archibald Alexander Leach, 1904년 1월 18일 ~ 1986년 11월 29일)는 케리 그랜트(영어: Cary Grant)라는 예명으로 활동한 미국의 배우이다. 앨프리드 히치콕, 하워드 혹스, 조지 큐커, 리오 매케리 등 수많은 감독들과 활동하였으며 미국 영화 연구소에서는 최고의 배우에서 남배우로 2위에 선정하였다.
1970년, 아카데미상 공로상을 수상하였으며 주요 작품으로는 《이혼 소동》 (1937), 《아기 양육》 (1938), 《건가 딘》 (1939), 《필라델피아 스토리》 (1940), 《아세닉 엔 올드 레이스》 (1944), 《나는 결백하다》 (1955), 《북북서로 진로를 돌려라》 (1959) 등이 있다.

## 생애

### 어린 시절
케리 그랜트는 '아치볼드 알렉산더 리치'라는 이름으로 1904년 1월 18일, 영국 브리스틀에서 아버지인 '엘리아 제임스 리치'와 어머니인 '엘시 마리아 킹던' 사이에서 태어났다. 어렸을 때 그의 생애는 불우하였는데 그의 어머니가 주요우울장애로 인해 정신 병원으로 보내졌기 때문이다. 이때 아버지는 그에게 어머니가 단지 여행을 갔다고 말하였다.
이후 그랜트는 1918년, 브리스틀에 있는 페어필드 그레머 학교에서 퇴학당해 '밥 펜더 스테이지 트룹'에 들어가 죽마를 공연하였다. 이후 단체로 미국으로 건너가게 되었다.
이후 같이 온 단체가 영국으로 다시 갔지만 그랜트는 미국에 남게 되었다. 그는 보드빌에 출연하였는데 이때 출연한 보드빌은 《아이린》, 《리오 리타》, 《삼총사》 등이 있다.

### 1930년대
브로드웨이에서 '아치 리치'로 이름을 활동한 그랜트는 1931년, 할리우드로 가게 된다. 그는 파라마운트 픽처스와 계약을 맺게 되었다.
이후 1932년, 드디어 《금발의 비너스》에서 마를레네 디트리히와 함께 활동하였고, 다음 해에는 메이 웨스트와 함께 활동하였다. 또한 《이상한 나라의 앨리스》 (1935) 에서도 출연하였는데 그는 조연이었으며 주연으로는 게리 쿠퍼가 있었다. 이후 파라마운트가 파산 선고를 받아 그랜트는 자유롭게 스튜디오와 계약할 수 있게 되었는데 그는 컬럼비아 픽처스와 RKO 라디오 픽처스, 핼 로치의 스튜디오에서 일하였다.
1937년에 컬럼비아에서 제작된 《이혼 소동》에서 그랜트는 제리 웨리너 역을 맡았는데 이 역은 그에게 코미디 영화로서의 첫 중요한 영화였다. 이 영화는 리오 매케리가 감독하였으며 아이린 던이 같이 출연하였는데 뒷날 이 영화는 미국 영화 연구소에서 100대 코미디 영화 안에 들었다.
이후 그는 캐서린 헵번과 함께 1938년, 《베이비 길들이기》에 출연하였다. 이 영화는 하워드 혹스가 감독을 맡았는데 영화는 실패하게 되었다. 이후 헵번은 RKO 라디오 픽처스와의 계약을 파기한 후 다시 컬럼비아 픽처스에서 조지 큐커가 감독한 《홀리데이》에 같이 출연한다.
그는 1939년, 조지 스티븐스 감독의 《건가 딘》에 출연하였다. 이 영화는 더글러스 페어뱅크스 주니어 등이 출연한 인도를 배경으로 한 영화로 성공하게 되었다. 그 해 혹스는 그를 진 아서와 함께 출연한 《천사많이 날개를 가졌다》에 캐스팅하였다.

### 1940년대
1942년 케리 그랜트는 미국인들에게 유명한 울워스의 상속녀이자 셀레브리티인 바바라 휴튼와 재혼한다. 바바라는 덴마크 왕족인 남편 레벤틀로브 백작이 그녀의 재산을 노리고 폭력까지 행사해 매우 괴로웠던 두번째 결혼을 막 끝낸 후였다. 케리는 정신적으로 불안정한 그녀에게 연민과 애정을 느꼈다. 아마도 그녀의 막대한 재산을 노리지 않은 남편은 케리 그랜트가 유일했을 것이다. 그는 이미 많은 것을 가진 인기인이었으니 말이다. 하지만 케리 그랜트와 바바라 휴튼의 결혼생활은 오래가지 못하고 1945년 끝난다.

## 작품 목록
| 연도 | 제목                      | 원제                      | 배역                                                    | 비고                                                        |
| ---- | ------------------------- | ------------------------- | ------------------------------------------------------- | ----------------------------------------------------------- |
| 1932 | 지금은 밤이다             | This Is the Night         | 스티븐                                                  |                                                             |
| 1932 | 태양의 죄인               | Sinners in the Sun        | 리지웨이                                                |                                                             |
| 1932 | 싱가폴 슈                 | Singapore Sue             | 선원                                                    |                                                             |
| 1932 | 즐겁게 우리는 지옥에 간다 | Merrily We Go to Hell     | 찰리 벡스터                                             |                                                             |
| 1932 | 악마와 깊은 곳            | Devil and the Deep        | 제켈 중위                                               |                                                             |
| 1932 | 금발의 비너스             | Blonde Venus              | 닉 타운젠드                                             |                                                             |
| 1932 | 뜨거운 토요일             | Hot Saturday              | 로머 셰필드                                             |                                                             |
| 1932 | 나비 부인                 | Madame Butterfly          | B. F. 핑커튼 중위                                       |                                                             |
| 1933 | 다이아몬드 릴             | She Done Him Wrong        | 커밍스 장군                                             |                                                             |
| 1933 | 여인 고발되다             | The Woman Accused         | 제프리 벡스터                                           |                                                             |
| 1933 | 독수리와 매               | The Eagle and the Hawk    | 헨리 크로커 중위                                        |                                                             |
| 1933 | 도박선                    | Gambling Ship             | 에이스 코빈                                             |                                                             |
| 1933 | 나는 천사가 아니오        | I'm No Angel              | 잭 클레이튼                                             |                                                             |
| 1933 | 이상한 나라의 앨리스      | Alice in Wonderland       | 목 터틀                                                 |                                                             |
| 1938 | 베이비 길들이기           | Bringing Up Baby          | 데이비드                                                |                                                             |
| 1938 | 어떤 휴가                 | Holiday                   | 조니 케이스                                             |                                                             |
| 1940 | 그의 연인 프라이데이      | His Girl Friday           | 월터 번스                                               |                                                             |
| 1940 | 나의 사랑하는 아내        | My Favorite Wife          | 닉 아던                                                 |                                                             |
| 1940 | 버지니아의 하워드 가문    | The Howards of Virginia   | 매트 하워드                                             |                                                             |
| 1940 | 필라델피아 스토리         | The Philadelphia Story    | C. K. 덱스터 헤이븐                                     |                                                             |
| 1941 | 페니 세레나데             | Penny Serenade            | 로저 애덤스                                             | 아카데미 남우주연상 후보                                    |
| 1944 | 그리움을 아는 자만이      | None But the Lonely Heart | 어니 모트                                               | 아카데미 남우주연상 후보                                    |
| 1946 | 오명                      | Notorious                 | 데블린                                                  |                                                             |
| 1955 | 나는 결백하다             | To Catch a Thief          | 존 로비                                                 |                                                             |
| 1958 | 무분별                    | Indiscreet                | 필립 애덤스                                             | 골든 글로브 - 코미디·뮤지컬 부문 후보                       |
| 1958 | 러브 어페어               | Love Affair               | 니키 페란테                                             |                                                             |
| 1959 | 북북서로 진로를 돌려라    | North by Northwest        | 로저 O. 손힐                                            | 다비드 디 도나텔로 외국인남우주연상 수상                    |
| 1959 | 페티코트 작전             | Operaton Petticoat        | 매트 T. 셔먼                                            | 골든 글로브 - 코미디·뮤지컬 부문 후보                       |
| 1960 | 잔디는 푸르다             | The Grass is Greener      | 빅터 라이얼                                             | 골든 글로브 - 코미디·뮤지컬 부문 후보                       |
| 1962 | 댓 터치 오브 밍크         | That Touch of Mink        | 필립 셰인                                               | 골든 글로브 - 코미디·뮤지컬 부문 후보                       |
| 1963 | 샤레이드                  | Charade                   | 피터 조슈아 알렉산더 다일 애덤 캔필드 브라이언 크룩솅크 | 골든 글로브 - 코미디·뮤지컬 부문 후보 BAFTA 남우주연상 후보 |
| 1964 | 아빠 거위                 | Father Goose              | 월터                                                    |                                                             |
| 1966 | 뛰지 말고 걸어라          | Walk Don't Run            | 윌리엄 러틀랜드                                         |                                                             |

## 같이 보기
- 게리 쿠퍼
- 캐서린 헵번
- 잉그리드 버그만